# Umaswati
Umaswati (ok. I-III w n.e.) – dżinijski mnich zaliczany do odłamu śwetambara. Napisał w sanskrycie najstarszy traktat o nauce dżinijskiej Tattwarthadhigamasutra ("Sutry dotyczące poznania sensu prawd"). Dzieło jego uznane jest zarówno przez digambarów jak i śwetambarów.